# Елена Павлова
Вижте пояснителната страница за други личности с името Елена Павлова.
Елена Павлова Павлова е българска писателка и преводачка. Авторка е на множество научнофантастични и фентъзи произведения. Използва псевдоними като Лени Кинг, Ким Нюмън, Върджил Дриймънд, Елайджа Джауит и Кристофър Макдоуел.

## Биография
Елена Павлова е родена през 1974 година във Варна, Народна република България. Започва да пише поезия на 9 години, а на 13 години вече печели награди за проза. Автор е на множество книги-игри, научнофантастични и фентъзи произведения, за които печели множество награди. Превежда от английски Стивън Кинг, Дийн Кунц, Джеймс Уайт, Роджър Зелазни, Глен Кук, Андрю Нортън, Робърт Хауърд, Питър Уотс, Робърт МакКамън, Алистър Рейнолдс, Джон Скалзи и други.
През 2025 година започва преиздаването на нейните книги-игри от ИК „Фикшън Фабрик“ в поредицата „Мелонският завет“.

## Награди
- Трета награда в конкурса за НФ разказ „Човекът, атомът и мирът“ (1989)
- Втора награда в конкурса за НФ разказ „Човекът, атомът и мирът“ (1990)
- Първа награда в конкурса за НФ разказ „Човекът, атомът и мирът“ (1991)
- Приз „книга-игра на годината“ за „Дракони напред! Изгревът на Галтея“ (1997)
- Награда на сп. „Зона F“ за разказа „Ода за тройка мечове“ (2000)
- Поощрение на Конкурс на Фондация „Буквите“ за фантастичен роман (2005)
- Първа награда на Конкурс „Пътешествие във времето“ (2017)[1]

### Книги-игри
- „Ледено безмълвие“ (1995)
- „Окото на Бога“ (1997)
- „Водопадът на дъгата“ (1997)
- „Дракони, напред! Изгревът на Галтея“ (1997)
- „Карамба!“ (1997)
- „Лейн & Брайт - Орбитални имоти“ (1997)
- „Немезис“ (1997)
- „В двата края на дъгата“ (1997)
- „Мъртви звезди“ (1997)
- „Принцът-герой“ (1997)
- „Батман и Робин“ (1998)
- „Воини на пустинята“ (1998)
- „Батман срещу Джокер“ (1998)
- „Варвари нашественици“ (1998)
- „Сага за Ринглас“ (1998)
- „Тигрово око“ (1998)
- „Рубинено сърце“ (1998)
- „Дъгата срещу ада“ (1998)
- „Талисман“ (1999)
- „Терминатор“ (1999)
- „Служба Звездни куриери“ (2000)
- „Градска вещица / Ловец на таласъми“ (съавтор, 2015)

### Разкази
- „Сейнджи“ (1999)
- „Ода за тройка мечове“ (2000)
- „Торта с изненада“ (2000)
- „WWW.GRANDFATHERS_WINDMILL.TURING.COM“ (2001)
- „Градинарят“ (2001)
- „Те се спускат нощем от хълмовете“ (2001)
- „Елфическа песен“ (2001)
- „Номад: Високо“ (2001)
- „Ябълката Поли“ (2001)
- „Две луни“ (2001)
- „Да се събудиш днес преди десет години“ (2002)
- „Призрачен следобед“ (2002)
- „Поне една празна маса“ (2002)
- „Драконите на Кавано“ (2003)
- „Номад: Долу спи убиецът“ (2005)
- „Дъвката“
- „Затворена времева крива“
- „И тръгна по водата“
- „Когато е тук и когато го няма“
- „Лунна пътека“
- „Моят живот“
- „По закона на маховика“
- „Три житни класа“ (2007)
- „Теранският начин“ (2008)

### Романи
- „Номад: Самият пъкъл“ (2001)
- „Сърцето на Скиталеца отвъд“ (2002)
- „Светлият боец“ (2004)

### Новели
- „Звездни скитници“ (1997)
- „Раят на рокендрола“
- „Зайчета и хвърчила“

### Други
- „Рейнско злато“ (2014)
- „Валкирия“ (2015)
- „ Зигфрид“ (2016)
- „Две луни“ (2016)
- „Белязани лебеди“ (2017)
- „Залезът на боговете“ (2017)
- „Камен и пиратите от 5 Г“ (2018)
- „Sternmetall“ (2018)
- „Love in the Time of Con Crud“ (2019)
- „Асен и пътешествениците в 100 Българии“ (2020)
- „Two Moons“ (2020)
- „A Pilgrimage to Memories Tattooed“ (2023)
- „Renting to Killers“ (2024)

### Преводи
- Айзък Азимов — Фондация и Империя“ (1992)
- Джеймс Уайт — „Космически лечители“ (2001)
- Джеймс Уайт — „Оперативна намеса“ (2002)
- Глен Кук — „Черният отряд“ (2002)
- Робърт Хауърд, Джейсън Силбърг — „Конан: Пътят на воина“ (2002)
- Роджър Зелазни — „Разказът на търговския пътник“ (2003)
- Роджър Зелазни — „Забулената и гизелата“ (2003)
- Роджър Зелазни — „Разказът на кордата“ (2003)
- Роджър Зелазни — „Син кон, танцуващи планини“ (2003)
- Глен Кук — „Надвисналата сянка“ (2003)
- Глен Кук — „Бялата роза“ (2003)
- Робърт Станек — „Историята на Пазителя Мартин“ (2006)[1]